# McDermott-Gletscher
Der McDermott-Gletscher ist ein Gletscher im ostantarktischen Viktorialand. In der Royal Society Range fließt er zwischen dem Dot-Kliff und dem Berry Spur in westlicher Richtung.
Das Advisory Committee on Antarctic Names benannte ihn 1994 nach Cathleen McDermott, Kartografin des United States Geological Survey und Mitglied des Satellitenvermessungsteams auf der Amundsen-Scott-Südpolstation im antarktischen Winter 1993.